# M41 Walker Bulldog
M41 Walker Bulldog — легкий танк США, який замінив на службі танк M24 Chaffee. Свою назву отримав на честь генерала Волтона Волкера, який загинув у автокатастрофі у Кореї. У протоколі Артилерійського Комітету від 7 листопада 1950 має пункт #33476, де описано важкий, середній та легкий танк, відповідно до їхніх гармат головного калібру; 120-мм та 105-мм калібру (важкий, більше за 100 мм), 90 мм (середній) та 76-мм (легкий).

## Історія
Хоча танк M24 Chaffee мав успішну конструкцію, його головна гармата була не достатньо ефективна для боротьби з добре броньованим противником. Хоч основною задачею легкого танку була розвідка, армія США вимагала більш потужне озброєння. Розробка нового танка, T37, почалася у 1947. Танк був пристосований для авіаперевезення, а його протитанкові характеристики були покращені установкою 76-мм гармати з покращеним далекоміром. У 1949 з прийняттям менш модернізованого далекоміра назву проекту було змінено на T41. Виробництво було розпочато у 1951 на танковій фабриці Cadillac у Клівленді і до 1953 новий танк повністю замінив M24 у армії США. Спочатку він мав прізвисько «Little Bulldog», а потім отримав назву «Walker Bulldog» на честь генерала Уолтона Уолкера який загинув у автокатастрофі у Кореї у 1950.
Танк M41 був швидкою і добре броньованою машиною. З іншого боку, він був шумний, витрачав багато палива і достатньо важкий для перевезення повітрям. У 1952 було розпочато роботи на більш легкими конструкціями (T71, T92), але від цих проектів відмовилися.
Walker Bulldog брав участь у боях під час Корейської війни, але більшу частину війни його використовували для тестування і виявлення недоліків танку, особливо з далекоміром. Це робилося через те, що північні корейці мали на озброєнні  радянські танки Т-34, які перевершували танк M24. До 1961 150 машин було передано сухопутним військам Японії для доповнення їхніх середніх танків Type 61.

### В'єтнамська війна

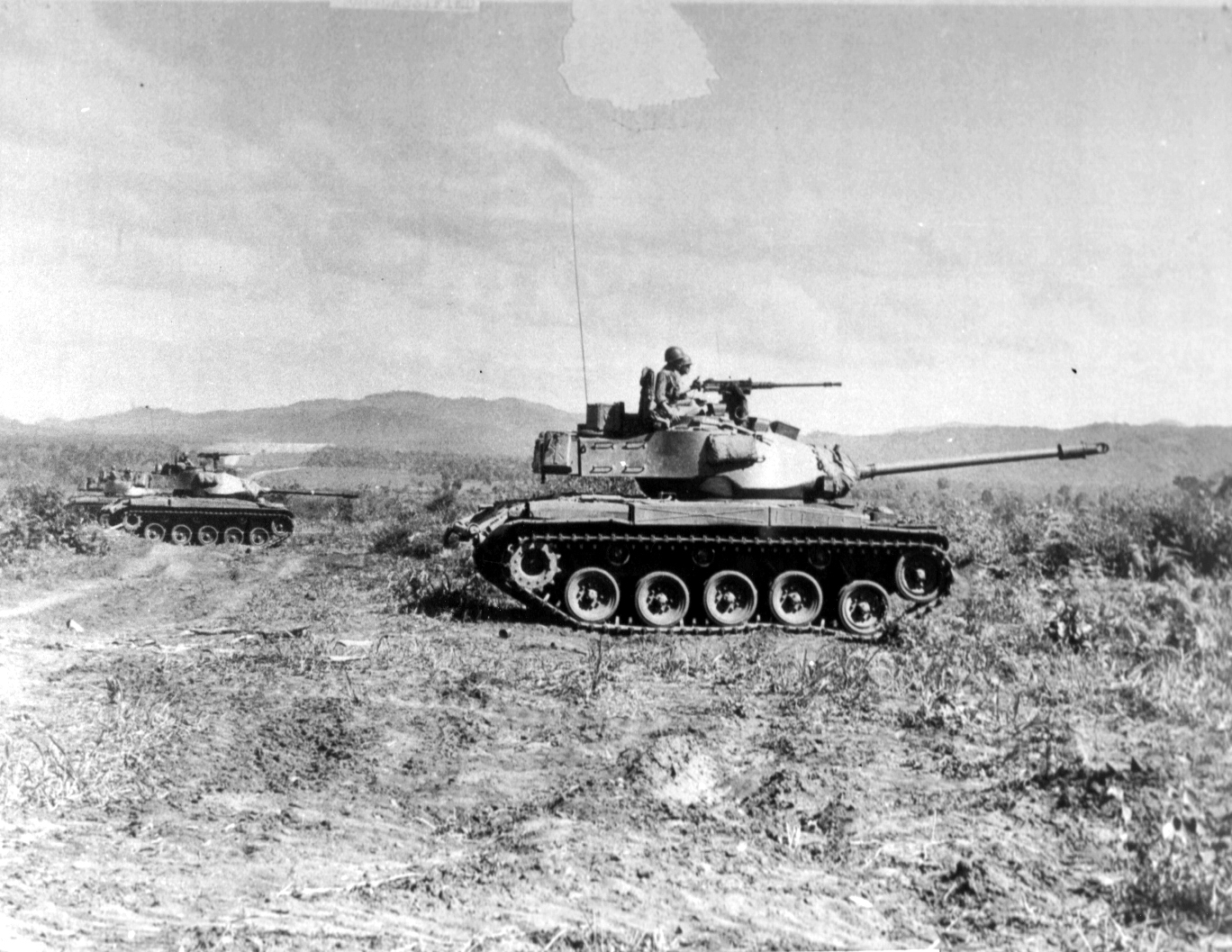
Південнов'єтнамські M41 під час навчань.

У 1964 легкий танк M41 було обрано для заміни легких танків M24 Chaffee у армії Південного В'єтнаму, які вони успадкували у французів, які у свою чергу отримали їх від США під час першої індокитайської війни. Перші танки M41A3 прибули у січні 1965, було створено п'ять ескадронів до кінця року. M41 прийшлися до смаку танкістам Південного В'єтнаму, які мали малий зріст через, що внутрішня частина їм дуже сподобалася і саме через малий розмір всередині танку його сильно критикували американські екіпажи. Через свою  «механічну надійність, простоту і відмінну керованість» танк став гідною бойовою машиною.
У 1971 південнов'єтнамська армія та збройні сили США розпочали операцію «Ламшон» 719, напад на шляхи постачання Північнов'єтнамської армії у сусідньому Лаосі; поєднання броні та аеромобільності при атаці з трьох напрямів. Перша бронетанкова бригада пвіденнов'єтнамської армії, з двома десантними батальйонами та двома кавалерійським полками проникли на 4 милі на територію Лаосу 8 лютого, реакція ворога була швидкою, під час першого танкового бою 17 M41 підбили шість танків Т-55 і 16 легких танків ПТ-76. Свої втрати склали 5 M41 та 25 БТРів.
До 1973 близько 200 M41 залишилося на службі Південного В'єтнаму. Американські підрозділи у Європі та у США які мали на озброєнні M41 Walker Bulldog поступово переходили на середній танк M48 Patton.

### Інші оператори
Танк M41 експортували до Бразилії (340), Іспанії (180) Чилі (60), Домініканської республіки (12), Гватемали (10), Нової Зеландії (10), Філіппіни (7) Сомалі (10), Тайваню (675), Таїланду (200), Тунісу (10), Лівану (20) та інших країн. Багато з цих танків було оновлено під час служби, деякі досі використовуються.

#### Аргентина
На початку 1960-х Аргентина отримала п'ять M41 у нібито безстрокову позику від США. Умови передачі залишаються незрозумілими, оскільки, незважаючи на офіційне надходження на озброєння Аргентинської армії, п'ять танків все ще значилися як власність американського уряду. Вперше їх публічно показали на параді у Буенос-Айресі після революції 1966. Після подальшого погіршення дипломатичних відносин зі США лідери Аргентини наказали повернути танки до цієї країни. На аргентинській службі вони були замінені на AMX-13, а пропозицію придбати або запросити позику додаткових M41 у США було назавжди відкладено.

#### Бразилія

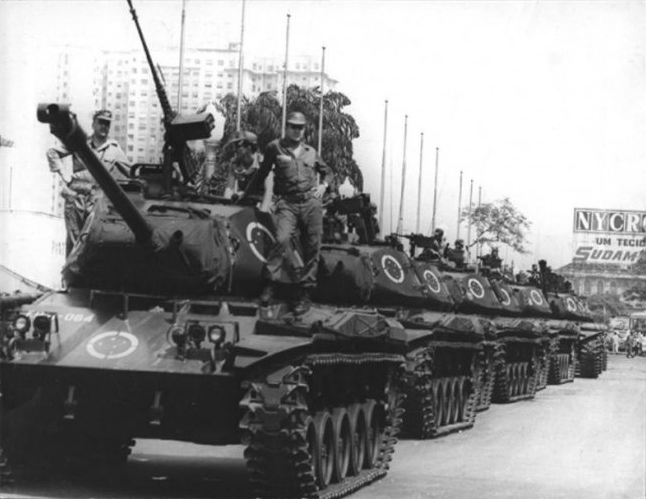
Бразильські M41 на вулицях Ріо-де-Жанейро, квітень 1968.

M41 став першим танком, прийнятим на озброєння збройних сил Бразилії у великих кількостях, і залишався основою бронетанкової техніки Бразильської армії, так і бразильського корпусу морської піхоти аж до XXI століття. У 1960 ініціатива модернізації існуючих бразильських бронетанкових частин призвела до закупівлі 386 б/в танків М41 в уряду США. Танки постачалися послідовними партіями протягом семи років. У період з 1984 по 1985 промислова фірма Bernardini S/A Industria e Comercio із Сан-Паулу перебудувала та модернізувала всі бразильські танки M41, щоб продовжити термін їхньої служби. Основними рисами програми модернізації були заміна оригінального бензинового двигуна Chrysler на дизельну модель, більш товста броня, а також заміна 76-мм гармати на 90-мм гармату, виготовлену шляхом розточування оригінального озброєння. Відновлену рушницю було модифіковано для стрільби бельгійськими кулеметними снарядами зі стабілізованим оперенням, розробленими для гладкоствольної гармати Cockerill Mk. III вже встановлений на наявному у Бразилії парку броньованих машин EE-9 Cascavel. Трансмісія танка також була модернізована, щоб збільшити прискорення та надати йому максимальну швидкість по дорозі 70 км/год (45 миля/год). На озброєнні Бразилії ці модернізовані M41 отримали позначення M41B і M41C.

#### Ліван
У 1958 Ліванська армія отримала від США від 40 до 50 танків M41A3 для заміни свого парку застарілих британських середніх танків Sherman Firefly і французьких легких танків Hotchkiss H35 і Renault R35, які брали участь у Ліванській кризі 1958. Ліванські M41 широко використовувалися під час громадянської війни в Лівані Ліванською армією та різними збройними групами в Бейруті та за його межами між 1975 і 1977, після розпаду структури Збройних сил Лівану (ЗСЛ) у січні 1976. Протягом цього періоду більшість регулярних армійських M41 потрапили в руки конкуруючих християнсько-правих Ліванського фронту та мусульмансько-лівих ополчень  Ліванського національного руху (ЛНР) або були захоплені дисидентськими повстанськими фракціями Ліванської армії. Захоплені M41 були використані Ліванською арабською армією (ЛАА), Армією Вільного Лівану (АВЛ), Силами регулювання Катаїб (СРК), Міліцією Тигрів, і Народно-визвольної армією (НВА). Майже всі M41 зрештою були повернуті ополченцями до ліванської армії в 1977–1978 і залишалися на озброєнні до Гірської війни 1983–84, коли їх було знято з експлуатації та швидко замінено основними бойовими танками M48A1 і M48A5, наданими США та Йорданією.

#### Нова Зеландія
У 1960 Королівський новозеландський бронетанковий корпус придбав десять M41 із США для заміни застарілих танків Valentine, які були успадковані від тісної співпраці з британською армією під час Другої світової війни. В результаті прийняття їх на озброєння та зняття з озброєння Valentine організація бронетанкового корпусу Нової Зеландії була змінена з двох танкових ескадронів на один кавалерійський ескадрон, що складається з М41 і бронетранспортерів M113. Рішення придбати нові танки було прийнято роком раніше, у 1959, і це дозволило відправити армійських техніків з технічного обслуговування до США завчасно та пройти необхідну ознайомчу підготовку у Форт-Ноксі до того, як танки досягнуть Нової Зеландії. Після прискорення військових зобов’язань США у В’єтнамі генерал Максвелл Д. Тейлор запропонував розгорнути там новозеландські M41 для підтримки операцій союзників. Пропозиція була відхилена, але Австралія запропонувала надіслати замість них ескадрон танків Centurion.
До 1978 новозеландські M41 вже не вважалися економічно ефективними через їх старіння, а також недостатній бюджет для їх подальшого обслуговування. Міністерство оборони стверджувало, що потрібен більш дешевий легкий танк, і в 1983 M41 були зняті з озброєння та замінені на FV101 Scorpion. Лише один зберігся в робочому стані; це було подаровано Музею Національної армії Нової Зеландії.

#### Південна Африка
З середини до кінця 1970-х передбачувана наявність танків M41 Walker Bulldog у Силах оборони Південної Африки (SADF) викликала міжнародний інтерес, особливо коли в пресі повідомлялося, що вони використовувалися як частина операції «Саванна», суперечливе військове вторгнення Південної Африки в 1975 до Анголи. У 1977 економіст на ім'я Шон Джервазі з Центру Фернана Броделя заявив, що SADF має 100 M41. Згодом подібні цифри повторювалися в різноманітних літературних та наукових джерелах.
Оскільки на Південну Африку було накладено добровільне ембарго на поставки зброї через ухвалення резолюції 181 Ради Безпеки ООН, Джервазі запросили свідчити щодо цієї претензії перед Палатою представників Конгресу США, яка мала підкомітет з африканських відносин. Згідно з протоколом обговорення, поставка одного M41 Walker Bulldog до Південної Африки була визнана Державним департаментом, імовірно, для цілей оцінки, хоча це відбулося на початку 1950-х і передувало ембарго на постачання зброї. Вільям Х. Льюїс, директор Бюро міжафриканських справ Державного департаменту, розвінчав твердження Джервазі про те, що США поставили Південній Африці великий запас танків.
Ще в 1982 уряд Анголи продовжував робити необґрунтовані заяви про те, що M41, поставлені США, використовувалися під час південноафриканських рейдів на Анголу.

#### Тайвань
Армія Республіки Китай (ROCA) почала отримувати M41A3 як військову допомогу від США в 1958. ROCA колись мала на озброєнні 700 M41 у різних конфігураціях. Ті, що перебували на передовій, отримали серйозні модернізації та отримали нове позначення M41D; немодернізовані M41A3 були переведені в розряд навчальних та резервних. У лютому 2022 ROCA оголосила про зняття з експлуатації решти M41A3, хоча M41D залишиться на озброєнні.

#### Уругвай
У 1981 Уругвай розпочав значну кампанію з відновлення свого бронетанкового корпусу, закупивши у Бельгії 20 легких бронеавтомобілів FN-4RM/62F і 22 танки M41A1 Walker Bulldog. Перед відправкою на експорт танки пройшли суттєву реконструкцію, включаючи встановлення нового броньового листа німецьким підрядником і заміну баштового озброєння на 90-мм гармату Cockerill Mk. IV і спарений кулемет FN MAG відповідно. Нова гармата стріляла стабілізованими осколково-фугасними протитанковими (HEAT) і бронебійно-фугасними (HESH) снарядами. Ці M41 отримали позначення M41A1U і були модернізовані дизельними двигунами бразильською фірмою в 1991.

#### Західна Німеччина

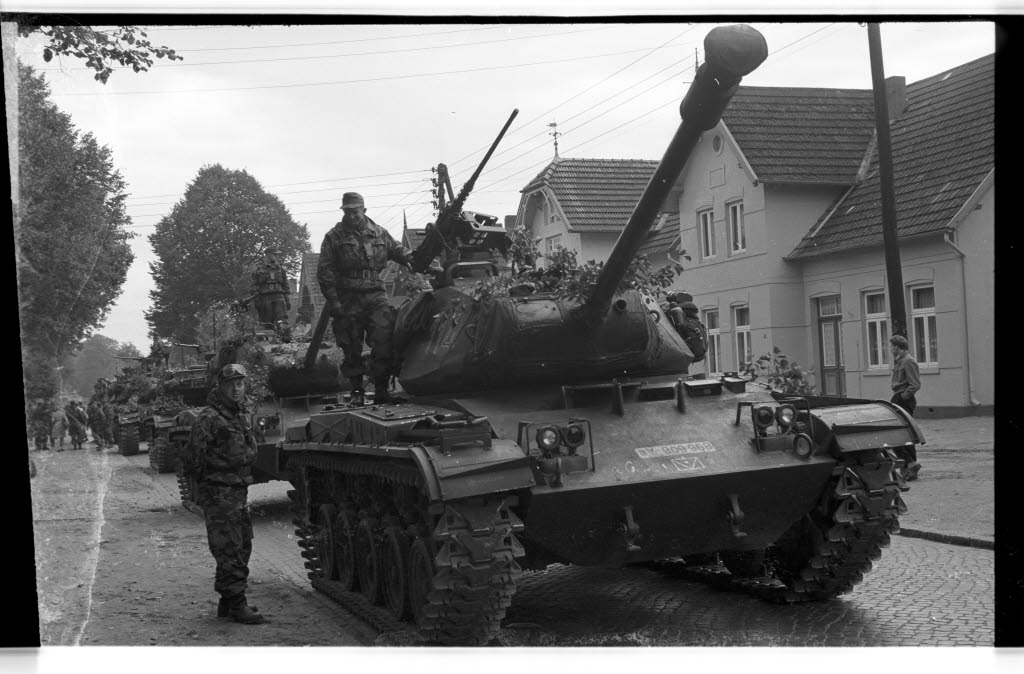
Танк M41 A 3 під час навчань Manöver Südwind в районі Тріттау та Ноймюнстера, 2 жовтня 1957.

M41 Walker Bulldog був першим післявоєнним танком, прийнятим на озброєння Бундесверу після його формування в 1955. На німецькій службі він в основному використовувався для його традиційної розвідувальної ролі. Кожна дивізія Бундесверу мала інтегральний броньований розвідувальний батальйон з однієї роти M41 і двох рот гусеничних розвідувальних машин Schützenpanzer SPz 11-2 Kurz. Концепція легких танків виявилася непопулярною серед Бундесверу, і до 1966 всі M41 були зняті з експлуатації та замінені набагато важчими M48 Patton і Leopard 1 у бронетанкових розвідувальних батальйонах. Крім того, M41 використовувався як винищувач танків до 1969, спочатку в дивізійних батальйонах винищувачів танків, а пізніше також у взводі винищувачів танків важкої роти батальону механізованої піхоти.

## Нащадки

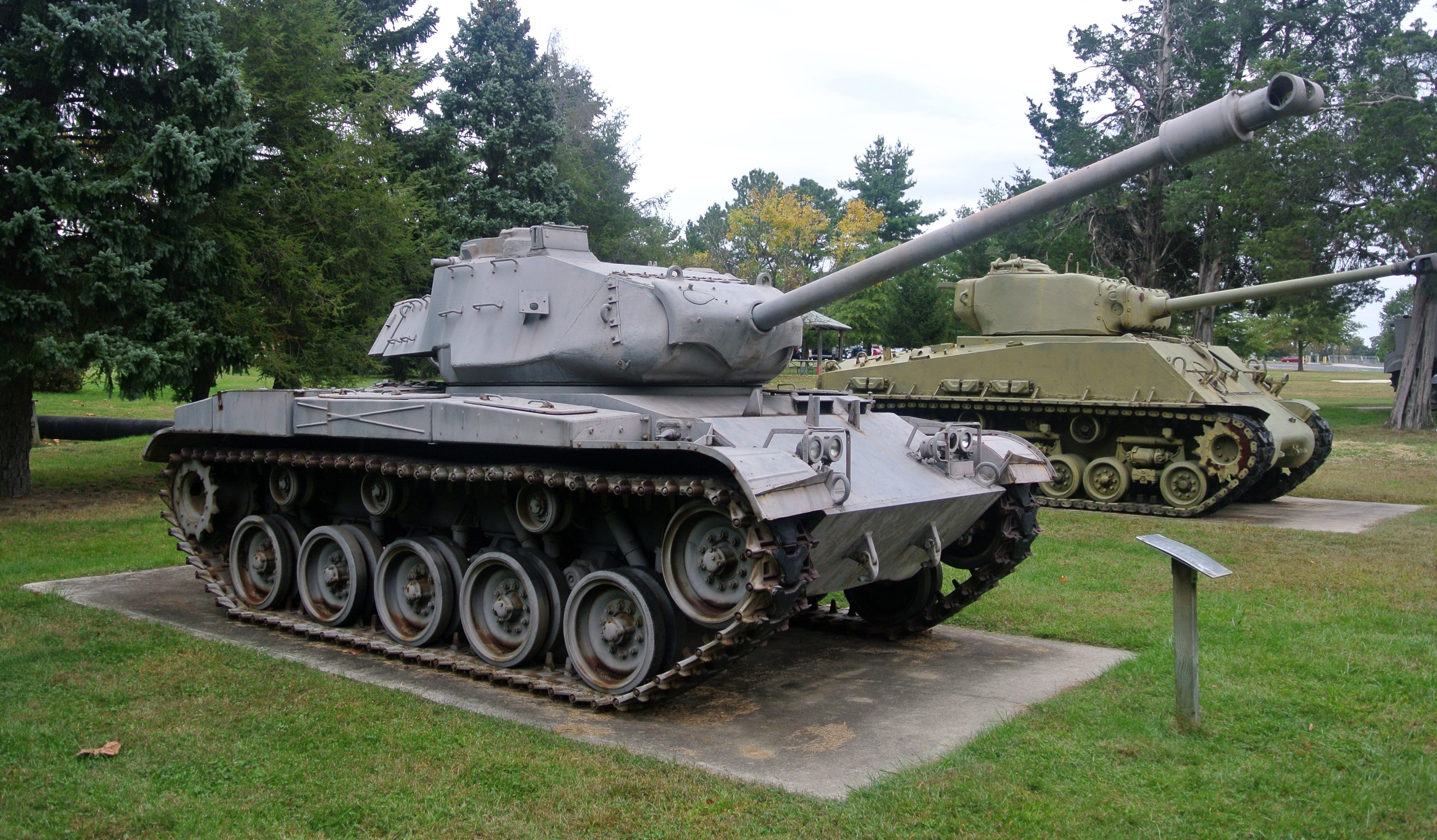
M41 у музеї форт Джордж Г. Міді, Меріленд.

У 1969 армія США почала заміняти M41 з покращеними, але більш проблематичними, танками M551 Sheridan з алюмінієвим корпусом. Головна гармата танка Шерідан могла стріляти як 152-мм снарядами так і керованими ракетами; зброя може вивести зі строю основний бойовий танк. До того ж M551 міг плавати і був пристосований для десантування.
Шасі танка M41 було використано для M42 Duster, який мав дві 40-мм зенітні гармати. Він також був перероблений на бронетранспортер M75, один з перших закритих коробкоподібних БТРів; цей БТР став основою для бронетранспортерів M113, які у стали самими серійними бронетранспортерами США.
Багато компонентів рушія, двигун, трансмісія та додатковий двигун було використано при створенні гаубиці M44/M52 155-мм.

## Варіанти
- M41 (1953).

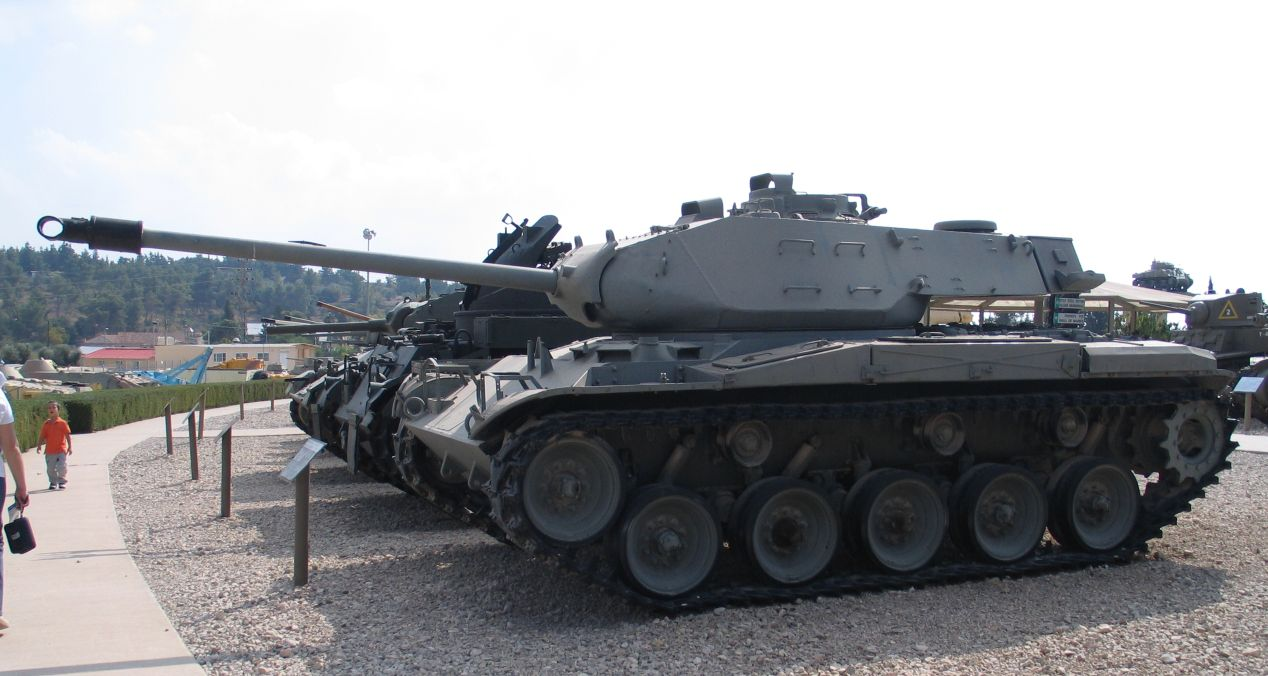
M41A3 у експозиції ізраїльського музею танкових військ.

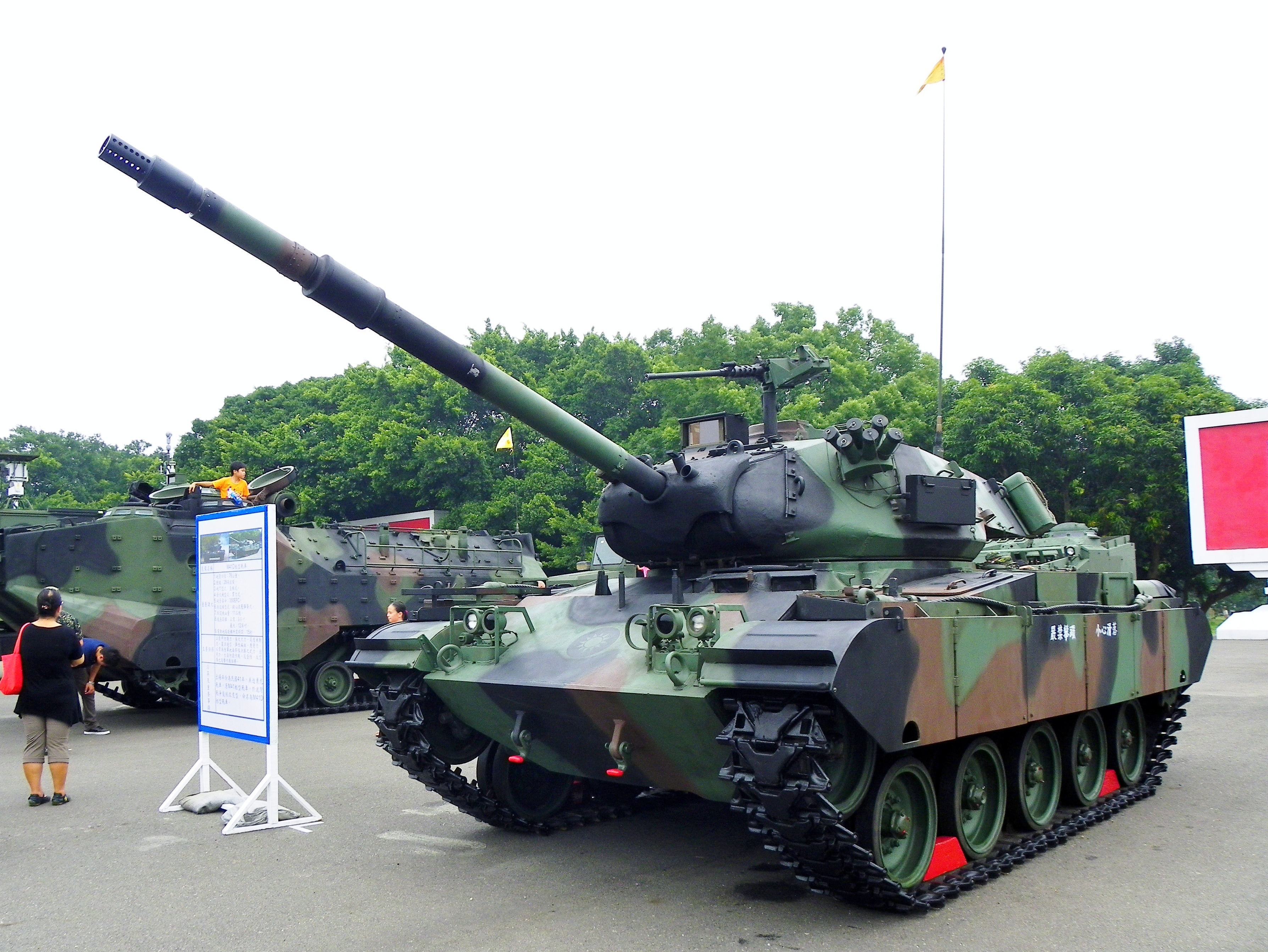
Тайванська модифікація пді назвою M41D

- M41A1 (1954): Електричний траверс башти замість гідравлічного. Більш компактна система дозволила збільшити розмір боєкомплекту 76-мм гармати з 57 до 65 набоїв.
- M41A2 (1956): Встановлено бензиновий інжекторний 6-ти циліндровий двигун Continental AOS 895-3 замість карбюраторної системи. Таку назву використовували також для ранніх M41 на яких двигуни було оновлено до інжекторних.
- M41A3: M41A1 оновлені танки з інжекторними двигунами.
- M41 DK-1: Данська модифікація. Новий двигун, термічні приціли, захист від ЗМУ, захисні екрани.
- Type 64 (Experimental): Тайванська модифікація пристосована під місцеві умови виробництва з покращеним керування вогнем, з дизельним двигуном 520-к.с., спареним кулеметом T57 7,62-мм GPMG і додатковою бронею на башті і бортовими екранами. У серію не пішов і не слід плутати з іншим M42 на базі легкого танка з тим же позначення.
- M41C: Бразильська модифікація. Кінцева версія мала: двигун бразильського виробництва — 8-ми циліндровий дизель Saab-Scania DS-14A O4 і електричну систему. Оновлена трансмісія давала змогу розвинути швидкість по дорозі 70 км/год. Приціл мав прилад нічного бачення і лазерний далекомір. Додаткова броня встановлена на передній частині корпусу, ВЛД та башті. На башті було встановлено чотири димових гранатомети. Оригінальна гармата 76-мм M32 замінена на 90-мм Ca 76/90 M32 BR3 гармату з термокожухом і дульним гальмом розроблена у Бразилії.
- M41D: Модифікація армії республіки Китай. Встановлено нову гармату власного виробництва, нову систему, дизельний двигун Detroit Diesel 8V-71T, динамічний захист.[46] Літера D у назві позначає дизельний двигун M41D.
- M42 Duster (1952): Самохідна зенітна збройна система на базі шасі M41. На башті було встановлено дві гармати Bofors 40-мм.

Бразильський, німецький, іспанський та уругвайський варіанти, зазвичай мають гармату більшого калібру та дизельний двигун.
Інший варіант оновлення M41 був створений Nimda Group, Ізраїль, для експорту. Він мав нову систему керування вогнем, дизельний двигун/трансмісію та систему охолодження.

## Оператори

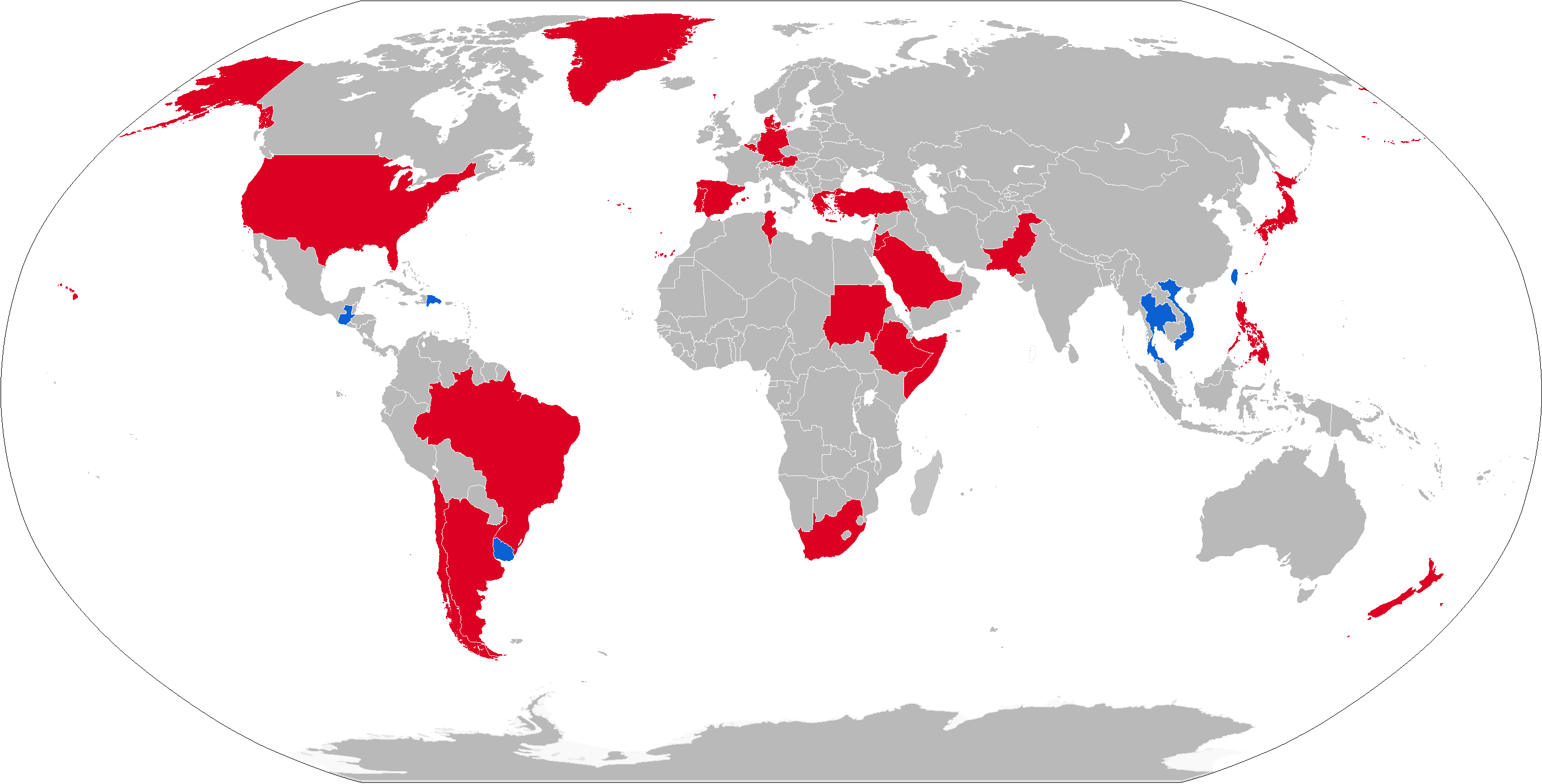
Мапа операторів M41: сині — поточні, червоні — колишні

### Дійсні
- Домініканська Республіка: 10 M41B (12 спочатку). На 2016 рік на службі принаймні 6.
- Гватемала: 12 M41DK.
- Республіка Китай (Тайвань): 50 M41D[5][12].
- Уругвай: 22 M41UR. Модифікація має 90 мм гармату Cockerill і дизель Scania DS-14 + 24 бразильської армії
- В'єтнам: 30 M41 захоплені у армії Південного В'єтнаму

### Колишні
- Австрія: 42 M41 (1960–79).
- Аргентина: 5 позичено в США; всі повернуті[11].
- Бельгія: 135 M41 (1958–74).
- Бразилія: 386[5].
- Чилі: 60 M41 (списані)
- Данія: 53 M41DKs (використовували їх 1953–98).
- Японія: 147 M41 (1961–81).
- Йорданія: (списані)
- Ліван: 20 M41A3 на озброєнні ліванської армії (1958-84), перейшли до армії Вільного Лівану, Ліванської арабської армії, міліцію Тигрів, регулюючі сили Kataeb, Ліванські збройні сили.
- Нова Зеландія: 10 (списані)
- Філіппіни: 7 M41 використовувалися Філіппінською армією.[47] (1965–80s)
- ПАР: 1 підтверджено, ймовірно, з метою оцінки[36]. Інші джерела стверджували, що на службі перебуває від 90 до 100; це призвело до значних суперечок наприкінці 1970-х[31][35].
- Південний В'єтнам: Використовувалися армією республіки В'єтнам

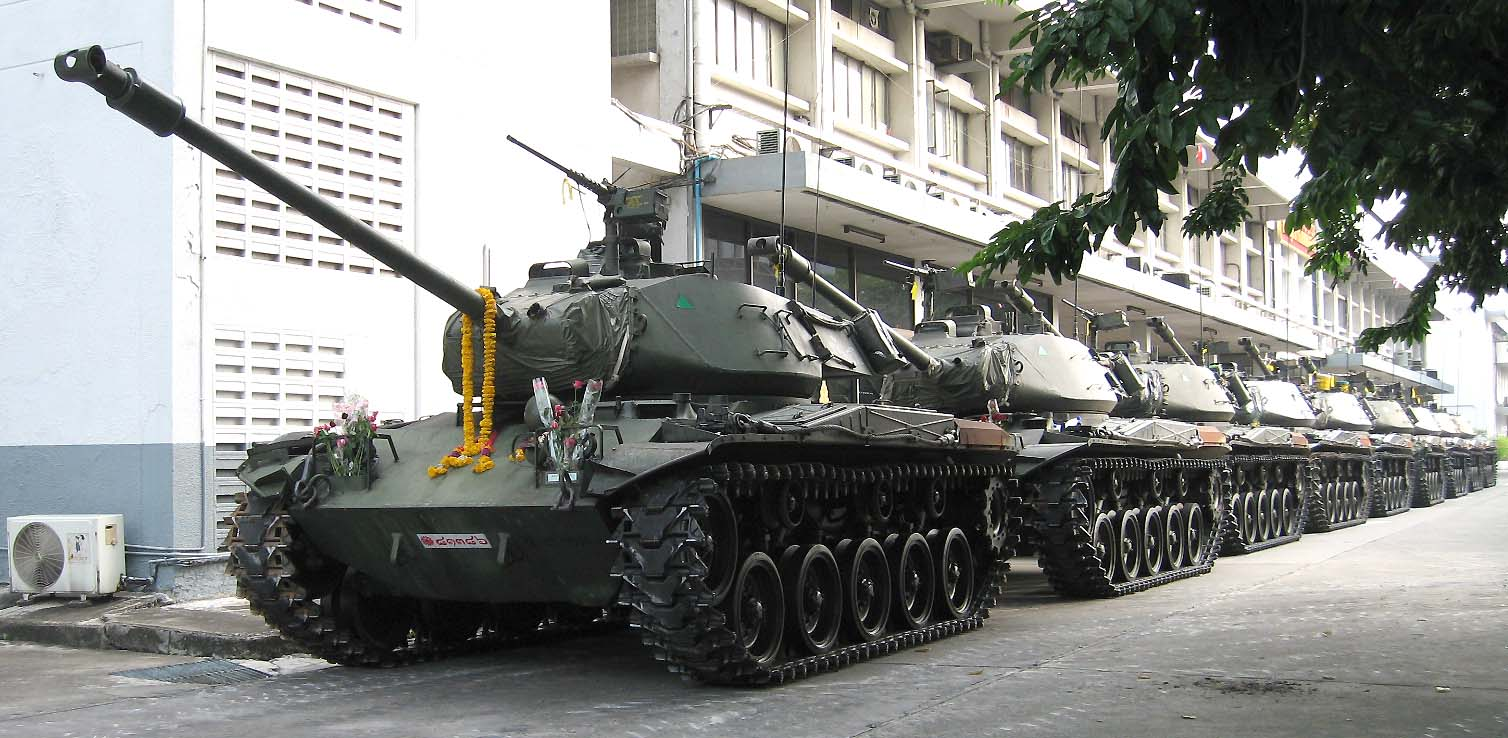
Танки M41 Королівської тайської армії під час державного заколоту у Таїланді у 2006.

- Сомалі: 10[5][48]
- Іспанія: (списані)

- Таїланд: 200 M41 (списані)
- Туніс 20 (списані)
- США: (списані)
- Західна Німеччина: (списані)

### Таїланд
9-й кавалерійський батальйон 4-ї піхотної бригади перейшов з M41A3 на легкий американський танк Stingray.
В січні 2022 року в Таїланді розпочався процес виведення зі складу Збройних сил легких танків M41A3 Walker Bulldog. Їх знімають з експлуатації у 16-му кавалерійському батальйоні 5-ї піхотної дивізії Таїланду.
Натомість цей підрозділ отримує на заміну колісну бронемашину V-150 Commando 4×4 та стає розвідувальним.